# 23. listopad
23. listopad je 327. den roku podle gregoriánského kalendáře (328. v přestupném roce). Do konce roku zbývá 38 dní.

## Události

### Česko
- 1620 – Přestřihnutím lejstra Majestátu na náboženskou svobodu a spálením pečeti zrušil císař Ferdinand II. svobodu víry v Království českém, kterou jeho předchůdce Rudolf II. potvrdil roku 1609.
- 1938 – Československá vláda vydala nařízení č. 372, kterým úředně zavádí název „dálnice“ a zřizuje Generální ředitelství stavby dálnic, začleněné pod Ministerstvo veřejných prací.
- 1951 – První tajemník ÚV KSČ Rudolf Slánský byl zatčen a obviněn z velezrady.
- 1975 – Československá televize odvysílala první díl seriálu Chalupáři, který se stal jedním z nejoblíbenějších televizních seriálů domácí výroby.
- 1984 – Zřícení části výrobní haly v továrně MESIT v Uherském Hradišti, postavené roku 1952 z hlinitanového betonu, si vyžádalo 18 mrtvých a 43 zraněných.
- 1996 – Skončily první senátní volby v historii České republiky. Nejvíce senátorů získala ODS (32), následovala ČSSD (25), KDU-ČSL (13) a ODA (7).
- 2022 – Poslanecká sněmovna Parlamentu České republiky na návrh vlády Petra Fialy odhlasovala konec elektronické evidence tržeb, kterou v roce 2016 zavedla vláda Bohuslava Sobotky.

### Svět
- 1248 – Král Ferdinand III. Kastilský dobyl Sevillu a vyhnal Maury.
- 1654 – Francouzský matematik Blaise Pascal ve věku 31 let opustil pole vědy z náboženských důvodů.
- 1808 – Španělská válka za nezávislost: Napoleonovo vítězství u Tudely.
- 1889 – V americkém San Franciscu byl nainstalován první jukebox na světě.
- 1940 – Rumunsko se přidalo se na stranu nacistického Německa a Itálie.
- 1942 – Rudá armáda protiútokem v operaci Uran obklíčila u Stalingradu německou armádu generála Pauluse.
- 1944 – Osvobozen koncentrační tábor Natzweiler-Struthof ve Francii.
- 1955 – Kokosové ostrovy přešly z britské správy pod správu Austrálie.
- 1963 – BBC odvysílala první epizodu britského sci-fi seriálu Doctor Who, který je dnes nejdéle běžícím sci-fi seriálem na světě.
- 1970 – Papež Pavel VI. vydal příkaz, že nového papeže nemůže volit žádný kardinál, kterému je víc než 80 let.
- 1991 – Freddie Mercury, frontman kapely Queen, veřejně oznámil, že má AIDS. Den poté zemřel.
- 2003 – Gruzínský prezident Eduard Ševardnadze rezignoval po protestech proti zfalšovaným volbám.
- 2021 – Raketa Falcon 9 vynesla sondu DART na kolizní dráhu s binární planetkou Didymos.

## Narození

### Česko

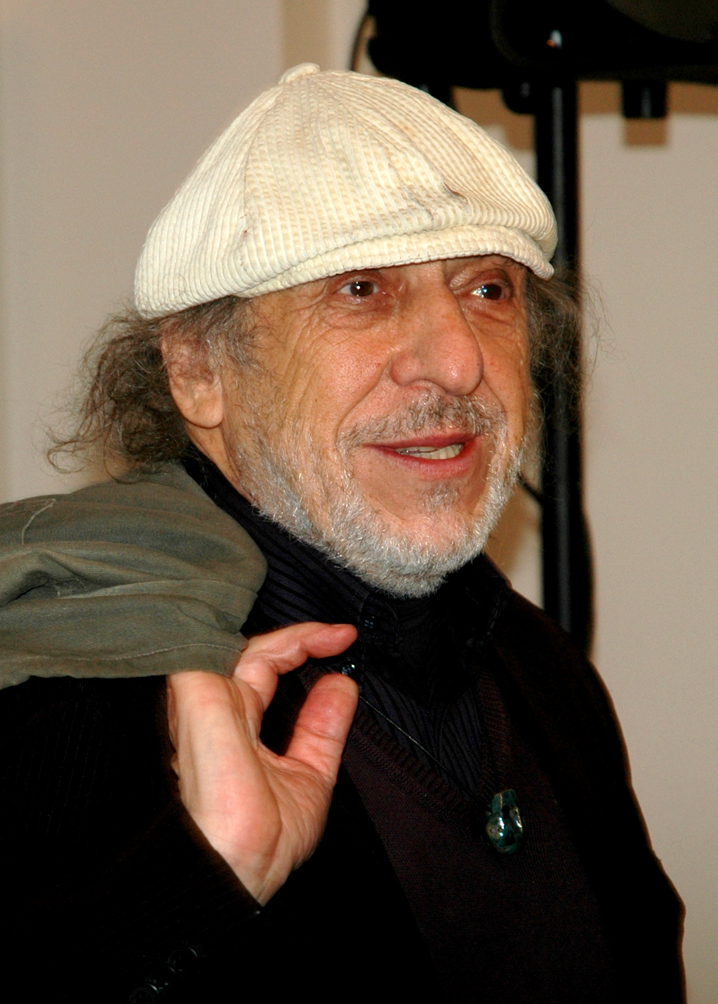
Jiří Stivín (* 1942)

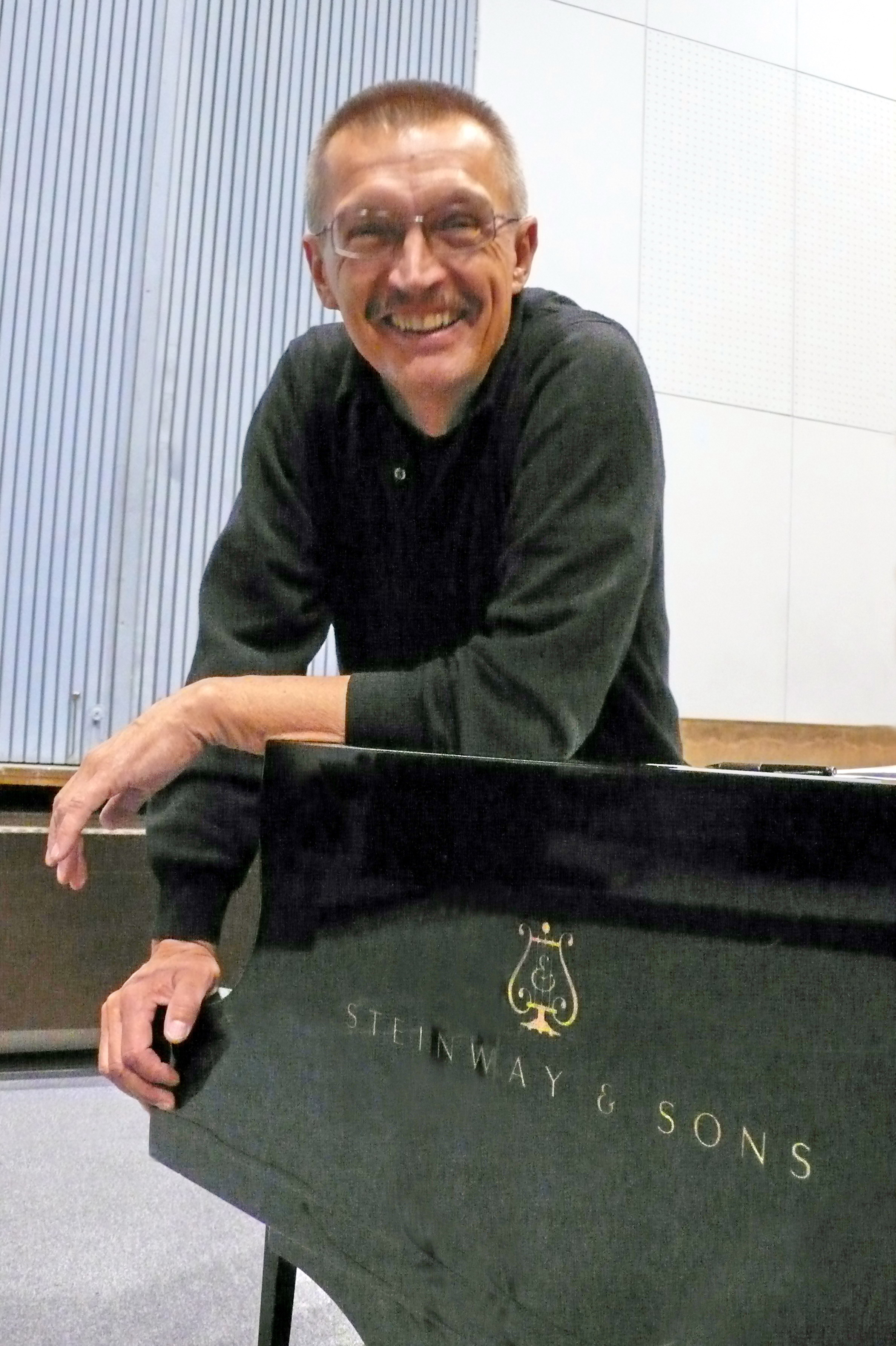
Emil Viklický (* 1948)

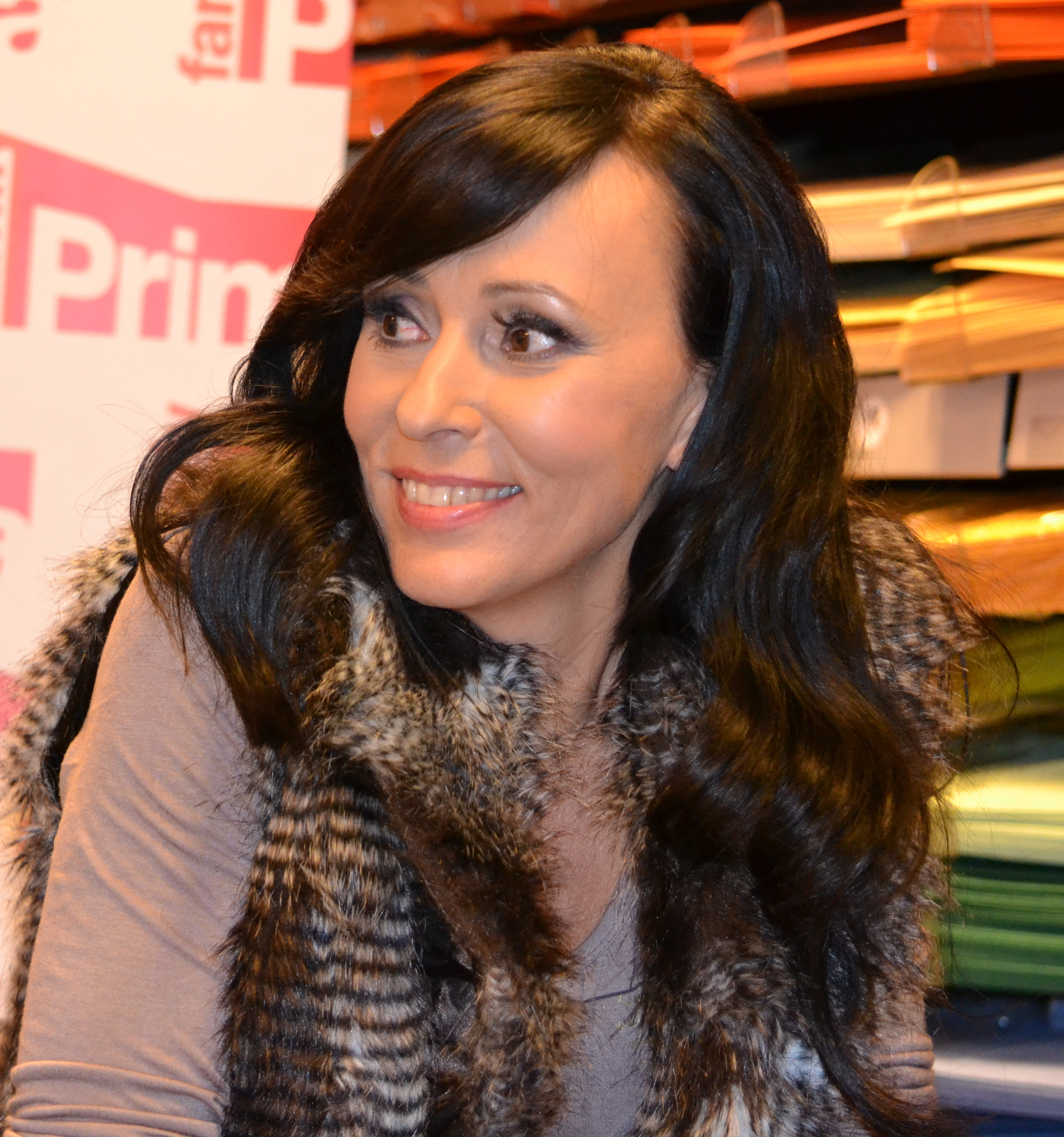
Heidi Janků (* 1962)

- 1786 – František Tkadlík, malíř, grafik a pedagog († 16. ledna 1840)
- 1792 – Václav Kliment Klicpera, spisovatel a dramatik († 15. září 1859)
- 1809 – Vincenc Mastný, podnikatel a politik († 14. března 1873)
- 1818 – Johann Eichler, opavský kněz († 30. května 1899)
- 1838 – Marianna Pečírková, nakladatelka († 24. července 1904)
- 1839 – Jan Havelka, moravský pedagog a spisovatel († 20. října 1886)
- 1842 – František Augustin Urbánek, hudební nakladatel a knihkupec († 4. prosince 1919)
- 1843 – Josef Dědeček, botanik († 15. května 1915)
- 1861 – Vladimír Hanačík, československý ekonom a politik († 11. ledna 1954)
- 1862 – Karel Plischke, etnograf († 20. února 1899)
- 1864 – Richard Špaček, profesor na teologické fakultě v Olomouci († 23. září 1925)
- 1879 – Leopold Procházka, jeden z prvních českých buddhistů († 29. března 1944)
- 1884 – Václav Šidlík, sochař, člen Československých legií v Rusku, generál († 17. května 1952)
- 1892 – Otakar Švec, sochař († 4. dubna 1955)
- 1896 – Klement Gottwald, československý politik, prezident († 14. března 1953)
- 1908
  - Hynek Bulín mladší, právník, historik, filozof a slavista († 22. prosince 1996)
  - Otakar Vondrovic, lékař a klavírista († 8. června 1985)
- 1909 – Slávka Hamouzová († 1989)
- 1914 – František Kejla, matematik († 26. června 1981)
- 1919 – František Pospíšil, voják a velitel výsadku Bivouac († 28. října 1944)
- 1921
  - Jaroslav Baumbruck, výtvarník, akademický malíř a ilustrátor († 23. srpna 1960)
  - Otomar Krejča, divadelní režisér a herec († 6. listopadu 2009)
- 1923 – Pavel Oliva, filolog a spisovatel († 5. března 2021)
- 1926 – Pavel Radoměrský, numismatik a archeolog († 13. října 2008)
- 1934 – Jiří Sláma, archeolog a historik
- 1938 – Josef Šmajs, filozof a spisovatel
- 1939 – Karel Kestner, portrétní fotograf
- 1942
  - Stanislav Prýl, československý hokejový reprezentant († 19. března 2015)
  - Jiří Stivín, jazzový hudebník, multiinstrumentalista a skladatel
- 1945
  - Vladimír Jánoš, veslař, reprezentant Československa, olympionik
  - Miloš Hrazdíra, silniční cyklista († 25. ledna 1990)
- 1948 – Emil Viklický, hudební skladatel
- 1950
  - Zdeněk Prosek, primátor Plzně
  - Olga Suchomelová, spisovatelka a humanitární aktivistka
- 1953 – Tadeusz Siwek, sociální geograf
- 1962 – Heidi Janků, zpěvačka
- 1965 – Adam Komers, novinář, výtvarník a podnikatel
- 1966 – Jiří Sika, sportovní lezec, publicista a vědecký pracovník
- 1971 – Martina Vrbová, moderátorka a scenáristka
- 1985
  - Milan Kopic, fotbalista
  - Aleš Hruška, fotbalista
- 1992 – Lucie Ptáčková, novinářka, moderátorka a reportérka
- 1996 – Anna Fernstädtová, skeletonistka
- 1998 – Tereza Beranová, běžkyně na lyžích

### Svět

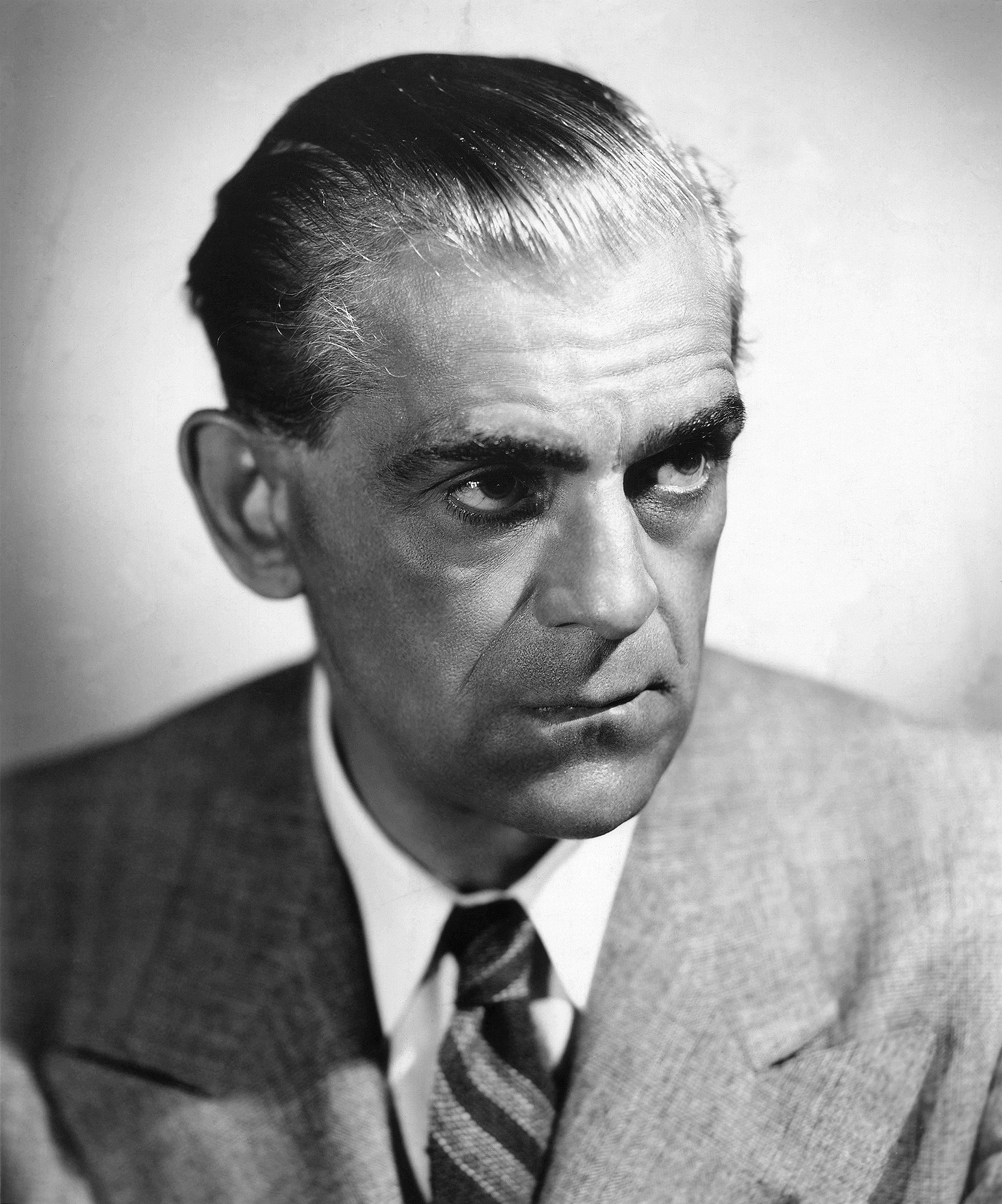
Boris Karloff (* 1887)

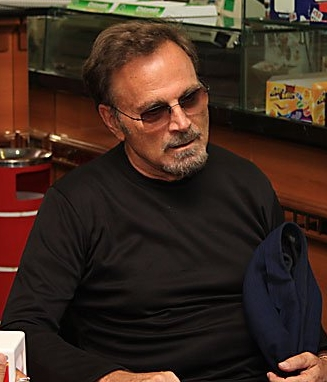
Franco Nero (* 1941)

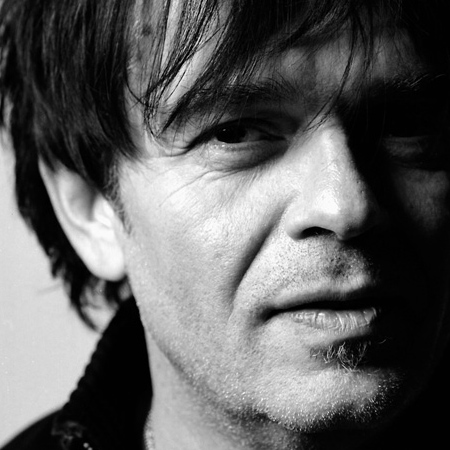
Laco Lučenič (* 1952)

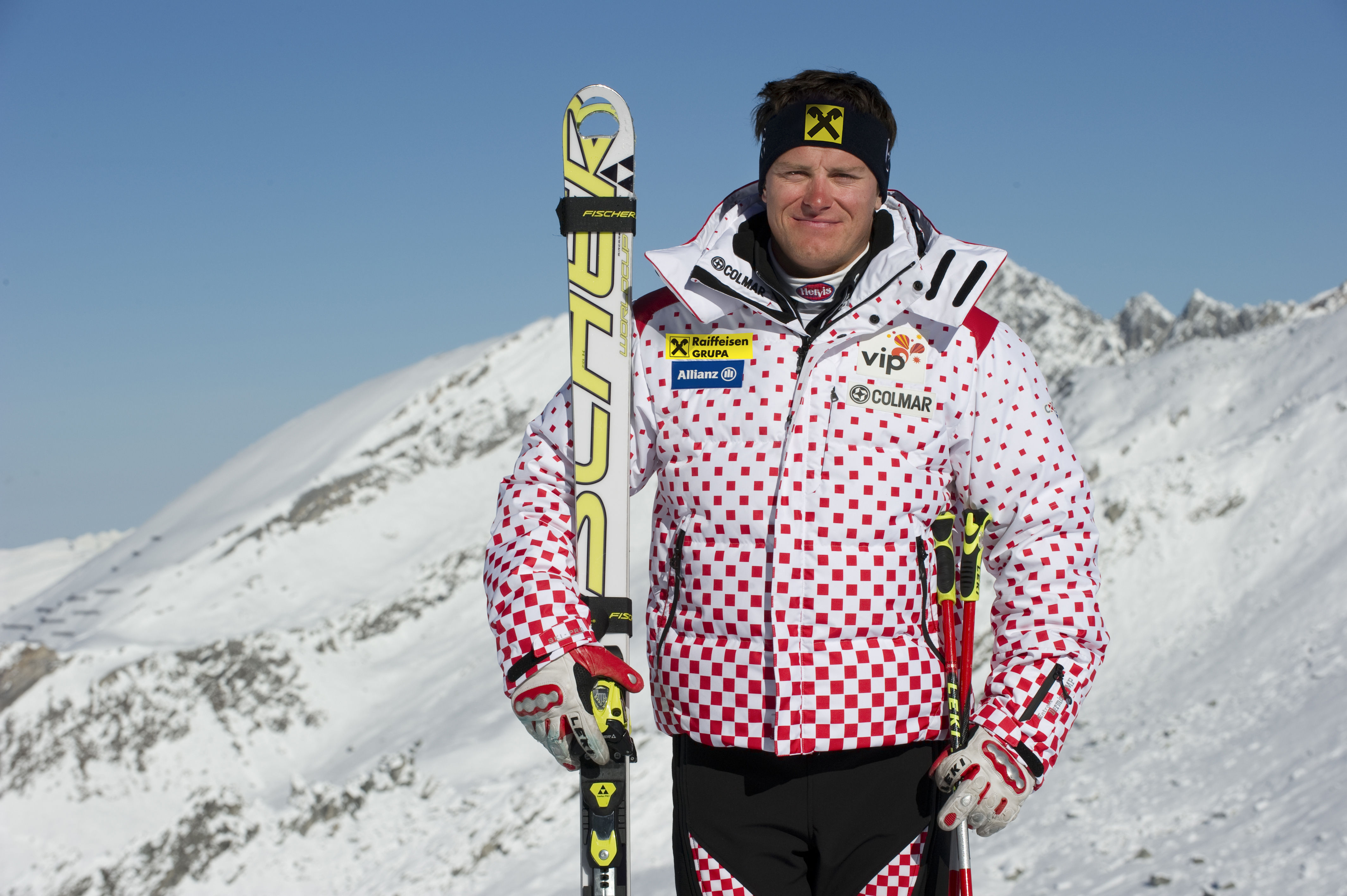
Ivica Kostelić (* 1979)

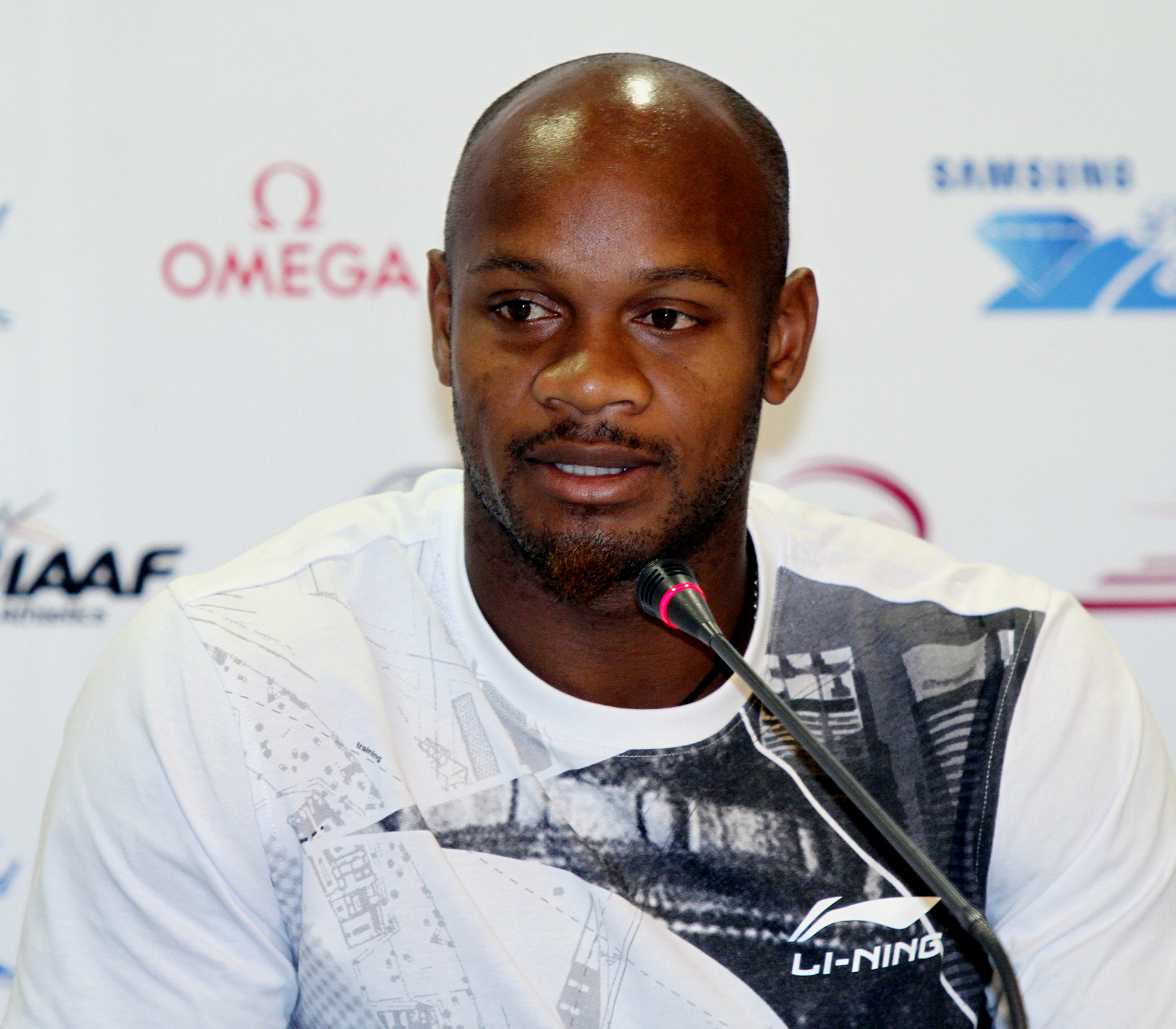
Asafa Powell (* 1982)

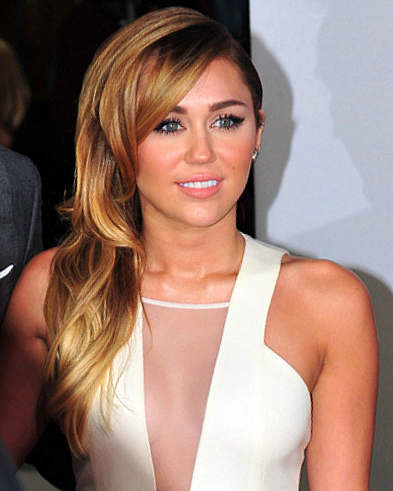
Miley Cyrus (* 1992)

- 0912 – Ota I. Veliký, první obnovitel Svaté říše římské († 7. května 973)
- 1221 – Alfons X. Kastilský, král Kastilie a Leónu († 4. dubna 1284)
- 1496 – Clément Marot, francouzský renesanční básník († 12. září 1544)
- 1527 – Li Č', čínský filozof, historik a spisovatel († 6. května 1602)
- 1553 – Prospero Alpini, italský botanik († 6. února 1616)
- 1616 – John Wallis, anglický matematik († 28. října 1703)
- 1632 – Jean Mabillon, benediktinský mnich a historik († 27. prosince 1707)
- 1690 – Ernest Jan Biron, ruský regent v zastoupení nedospělého cara Ivana VI. († 29. prosince 1772)
- 1709 – Julien Offray de La Mettrie, francouzský lékař a filosof († 11. listopadu 1751)
- 1760 – Gracchus Babeuf, francouzský revolucionář († 27. května 1797)
- 1804 – Franklin Pierce, 14. prezident Spojených států († 8. října 1869)
- 1808 – Cardale Babington, anglický botanik a entomolog († 22. července 1895)
- 1818 – József Szlávy, ministr financí Rakouska-Uherska († 9. srpna 1900)
- 1836 – Marie Jindřiška Habsbursko-Lotrinská, belgická královna († 19. února 1902)
- 1837 – Johannes Diderik van der Waals, nizozemský fyzik, držitel Nobelovy ceny za fyziku († 8. března 1923)
- 1851 – Jonas Basanavičius, litevský lékař, historik, spisovatel, národní obrozenec († 16. února 1927)
- 1855 – Stevan Sremac, srbský spisovatel († 23. srpna 1906)
- 1859
  - Gennaro Rubino, pachatel atentátu na belgického krále Leopolda II. († 14. března 1918)
  - Billy the Kid, americký bandita († 1881)
- 1860 – Hjalmar Branting, švédský premiér, nositel Nobelovy ceny míru († 1925)
- 1870 – Štefan Banič, slovenský konstruktér a vynálezce († 2. ledna 1941)
- 1875 – Anatolij Lunačarskij, ruský marxistický politik a filozof († 26. prosince 1933)
- 1876 – Manuel de Falla, španělský skladatel a klavírista († 14. listopadu 1946)
- 1882 – John Rabe, předseda výboru Nankingské bezpečné zóny († 5. ledna 1950)
- 1887
  - Boris Karloff, anglický herec († 2. února 1969)
  - Henry Moseley, britský fyzik († 10. srpna 1915)
- 1890 – El Lisickij, ruský a sovětský výtvarný umělec († 30. prosince 1941)
- 1892 – Wolfram von den Steinen, německo-švýcarský historik († 20. listopadu 1967)
- 1893 – Martta Wendelinová, finská ilustrátorka († 1. března 1986)
- 1896 – Viktor Kosenko, ukrajinský hudební skladatel, klavírista a pedagog († 3. října 1938)
- 1898 – Rodion Jakovlevič Malinovskij, maršál Sovětského svazu († 31. března 1967)
- 1904 – Carlos Torre Repetto, mexický mezinárodní velmistr v šachu († 19. března 1978)
- 1906 – Betti Alverová, estonská básnířka († 19. června 1989)
- 1908 – Nikolaj Nosov, ruský spisovatel († 26. července 1976)
- 1912 – Tyree Glenn, americký pozounista († 18. května 1974)
- 1916 – Michael Gough, britský herec († 17. března 2011)
- 1919 – Peter Frederick Strawson, britský analytický filosof († 13. února 2006)
- 1920 – Paul Celan, rumunský básník († 20. dubna 1970)
- 1922
  - Joan Fuster, katalánský spisovatel († 21. června 1992)
  - Manuel Fraga Iribarne, španělský politik († 15. ledna 2012)
- 1923 – Robert Zajonc, polskoamerický psycholog († 3. prosince 2008)
- 1925 – Johnny Mandel, americký hudebník a hudební skladatel
- 1926
  - Rafi Ejtan, šéf izraelské tajné služby Lakam
  - Colin Macmillan Turnbull, americký antropolog († 28. července 1994)
- 1927 – Angelo Sodano, italský kardinál, bývalý kardinál státní sekretář
- 1929 – Pat Patrick, americký saxofonista († 31. prosince 1991)
- 1931
  - Darina Laščiaková, slovenská rozhlasová redaktorka, folkloristka a zpěvačka
  - Tosiwo Nakayama, první prezident státu Mikronésie († 29. března 2007)
- 1932 – Renato Raffaele Martino, italský kardinál
- 1933
  - Henry Hartsfield, americký vojenský letec a astronaut († 17. července 2014)
  - Krzysztof Penderecki, polský hudební skladatel († 29. března 2020)
  - Alí Šarí'atí, íránský sociolog († 19. června 1977)
- 1934
  - Victor Gaskin, americký jazzový kontrabasista († 14. července 2012)
  - Lew Hoad, australský tenista († 3. července 1994)
- 1936 – Mats Traat, estonský spisovatel, básník a překladatel († 28. června 2022)
- 1940 – Gösta Pettersson, švédský silniční cyklista
- 1941 – Franco Nero, italský herec
- 1943
  - Eberhard Feik, německý herec († 18. října 1994)
  - Denis Sassou-Nguesso, konžský politik
- 1944 – Peter Lindbergh, německý módní fotograf († 3. září 2019)
- 1945
  - Asaf Dajan, izraelský herec a režisér († 1. května 2014)
  - Dennis Nilsen, britský sériový vrah († 12. května 2018)
- 1946 – Joseph Serge Miot, arcibiskup haitské arcidiecéze Port-au-Prince († 12. ledna 2010)
- 1947 – José Antonio Abásolo Álvarez, španělský archeolog
- 1948 – Bruce Vilanch, americký scenárista, skladatel a herec
- 1952 – Laco Lučenič, slovenský hudebník, zpěvák, hudební skladatel
- 1953
  - Francis Cabrel, francouzský zpěvák, kytarista a hudební skladatel
  - Brian Teacher, americký tenista
- 1954 – Aavo Pikkuus, estonský silniční cyklista
- 1955
  - Steven Brust, americký spisovatel fantasy
  - Ludovico Einaudi, italský klavírista a hudební skladatel
- 1956 – Shane Gouldová, australská plavkyně
- 1962 – Nicolás Maduro, venezuelský politik
- 1966
  - Koby Israelite, izraelský hudebník
  - Vincent Cassel, francouzský herec
- 1974 – Saku Koivu, finský lední hokejista
- 1978
  - Alison Mosshart, americká zpěvačka
  - Tommy Marth, americký saxofonista, spolupracovník skupiny The Killers (* 23. dubna 2012)
- 1979
  - Ivica Kostelić, chorvatský alpský lyžař
  - Kelly Brooková, britská herečka a modelka
- 1982 – Asafa Powell, jamajský sprinter
- 1984 – Lucas Grabeel, americký herec, zpěvák a tanečník
- 1987 – Nicklas Bäckström, švédský hokejista
- 1992
  - Miley Cyrusová, americká popová zpěvačka
  - Gabriel Landeskog, švédský hokejista
- 1996 – James Maddison, anglický fotbalista
- 1998 – Caoimhín Kelleher, irský fotbalový brankář
- 2001 – Nico Porteous, novozélandský akrobatický lyžař

## Úmrtí

### Česko

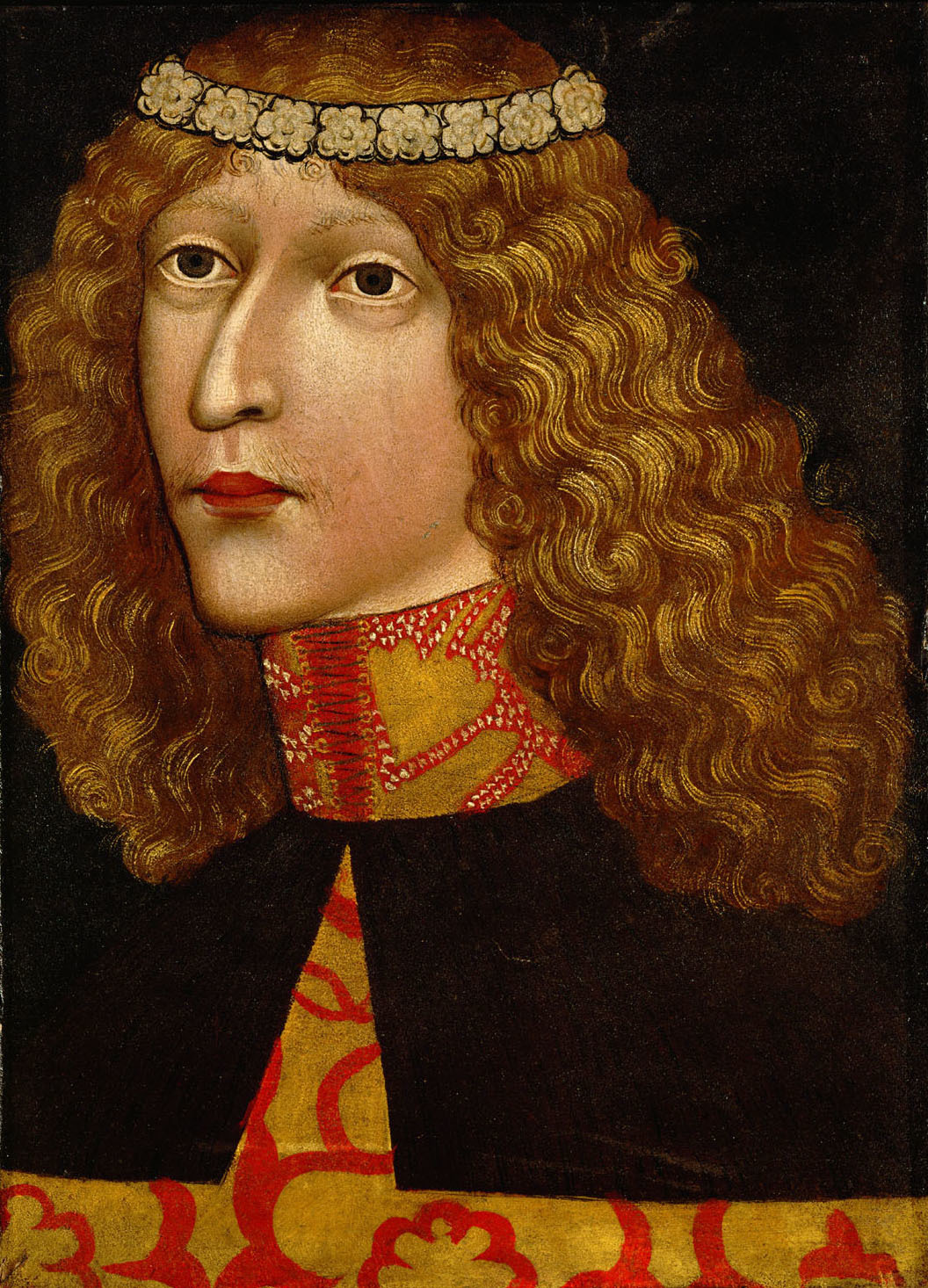
Ladislav Pohrobek († 1457)

- 1457 – Ladislav Pohrobek, český a uherský král z dynastie Habsburků (* 22. února 1440)
- 1612 – Alžběta Johana Vestonie, anglická básnířka žijící v Čechách (* 2. listopadu 1582)
- 1865 – Josef Leopold Zvonař, skladatel a pedagog (* 22. ledna 1824)
- 1914 – Slavomír Kratochvíl, první oběť českého protirakouského odboje (* 2. ledna 1889)
- 1925 – Augusta Rozsypalová, učitelka a politička (* 19. února 1857)
- 1930
  - Václav Roštlapil, architekt (* 29. listopadu 1856)
  - František Vogner, učitel, sbormistr a hudební skladatel (* 25. března 1850)
  - Kamil Fiala, lékař, literární kritik a překladatel (* 31. července 1880)
- 1935 – Edmund Burian, československý politik (* 18. listopadu 1878)
- 1954 – Pavel Dědeček, dirigent, sbormistr a skladatel (* 27. prosince 1885)
- 1957 – Antonín Uhlíř, sociolog a politik (* 18. června 1882)
- 1961 – Jaroslav Mellan, advokát, dramatik, divadelní herec (* 26. srpna 1887)
- 1962 – Stanislav Zuvač, příslušník výsadku Potash (* 8. září 1906)
- 1978 – Nina Jirsíková, tanečnice, choreografka a kostýmní výtvarnice (* 6. února 1910)
- 1980 – Karel Nový, spisovatel (* 8. prosince 1890)
- 1989 – Jiří Baumruk, československý basketbalista (* 27. června 1930)
- 1992 – Jozef Kvasnica, československý teoretický fyzik (* 17. března 1930)
- 2001 – Petr Urbánek, básník a publicista (* 5. srpna 1941)
- 2011
  - Václav Durych, novinář a spisovatel (* 1930)
  - Karel Hubáček, architekt, autor projektu vysílače na Ještědu (* 24. února 1924)
- 2012 – Jiří Fiala, matematik, analytický filozof a překladatel (* 24. února 1939)
- 2024 – Karel Holý, lední hokejista (* 3. února 1956)

### Svět

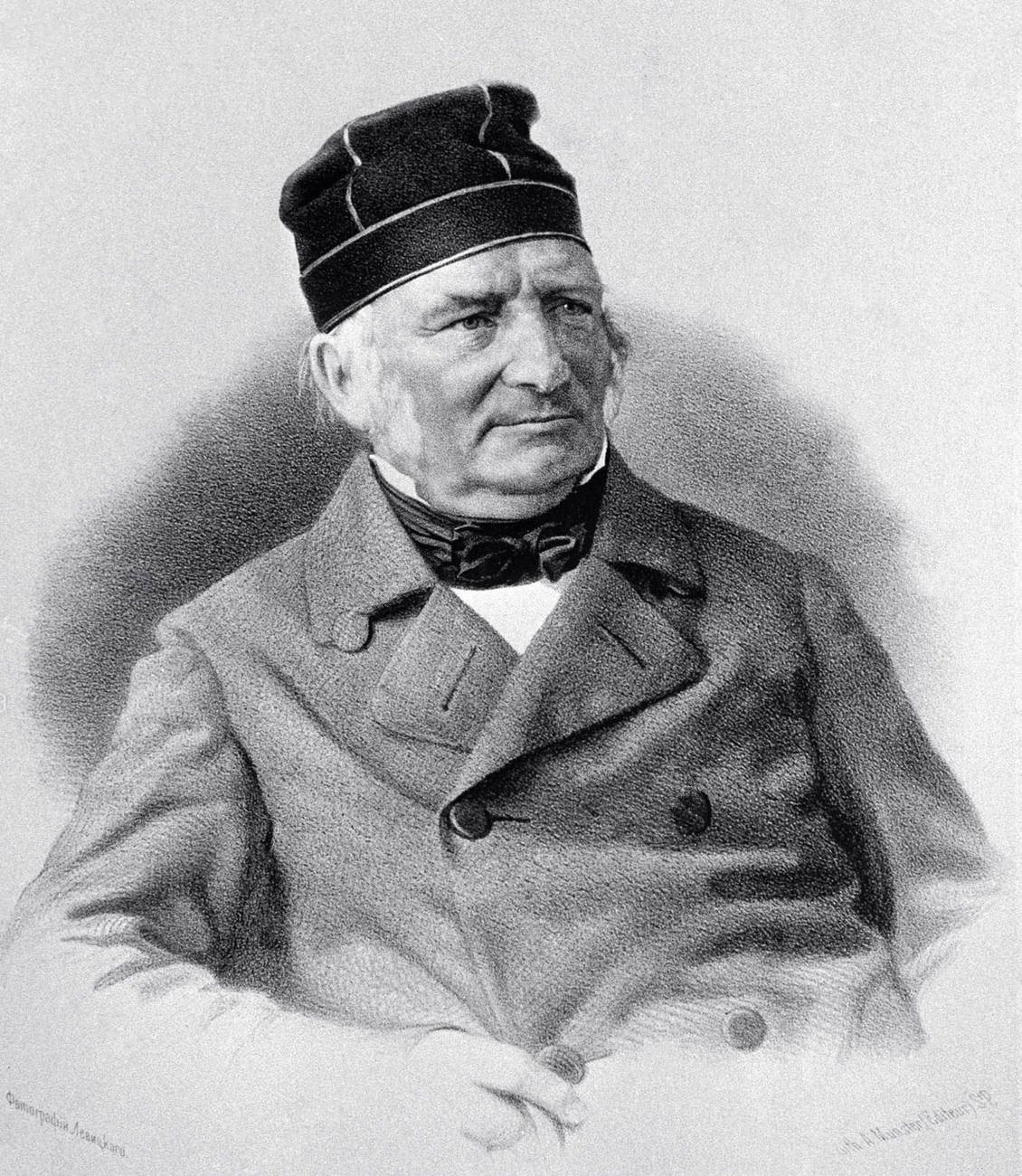
Friedrich von Struve († 1864)

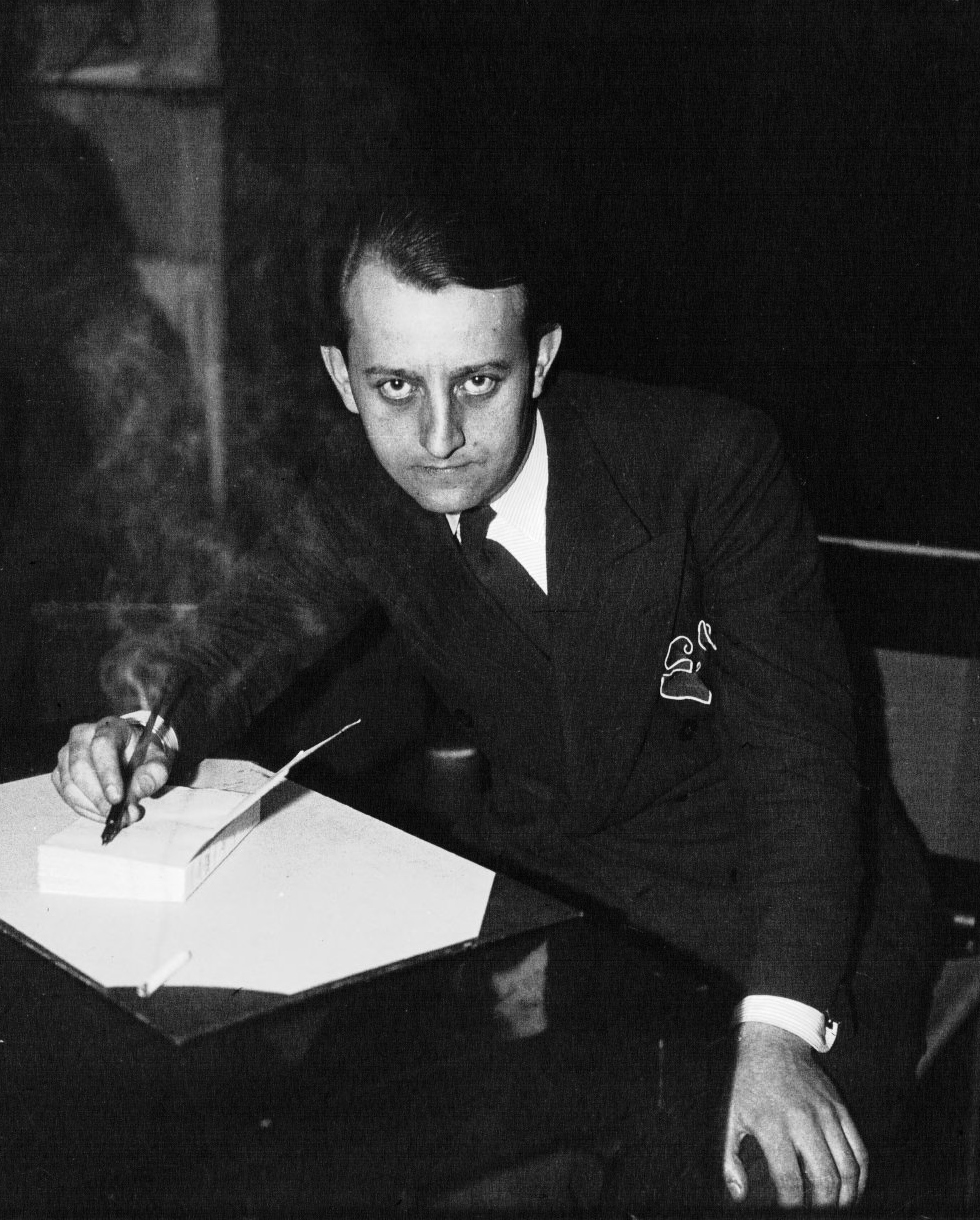
André Malraux († 1976)

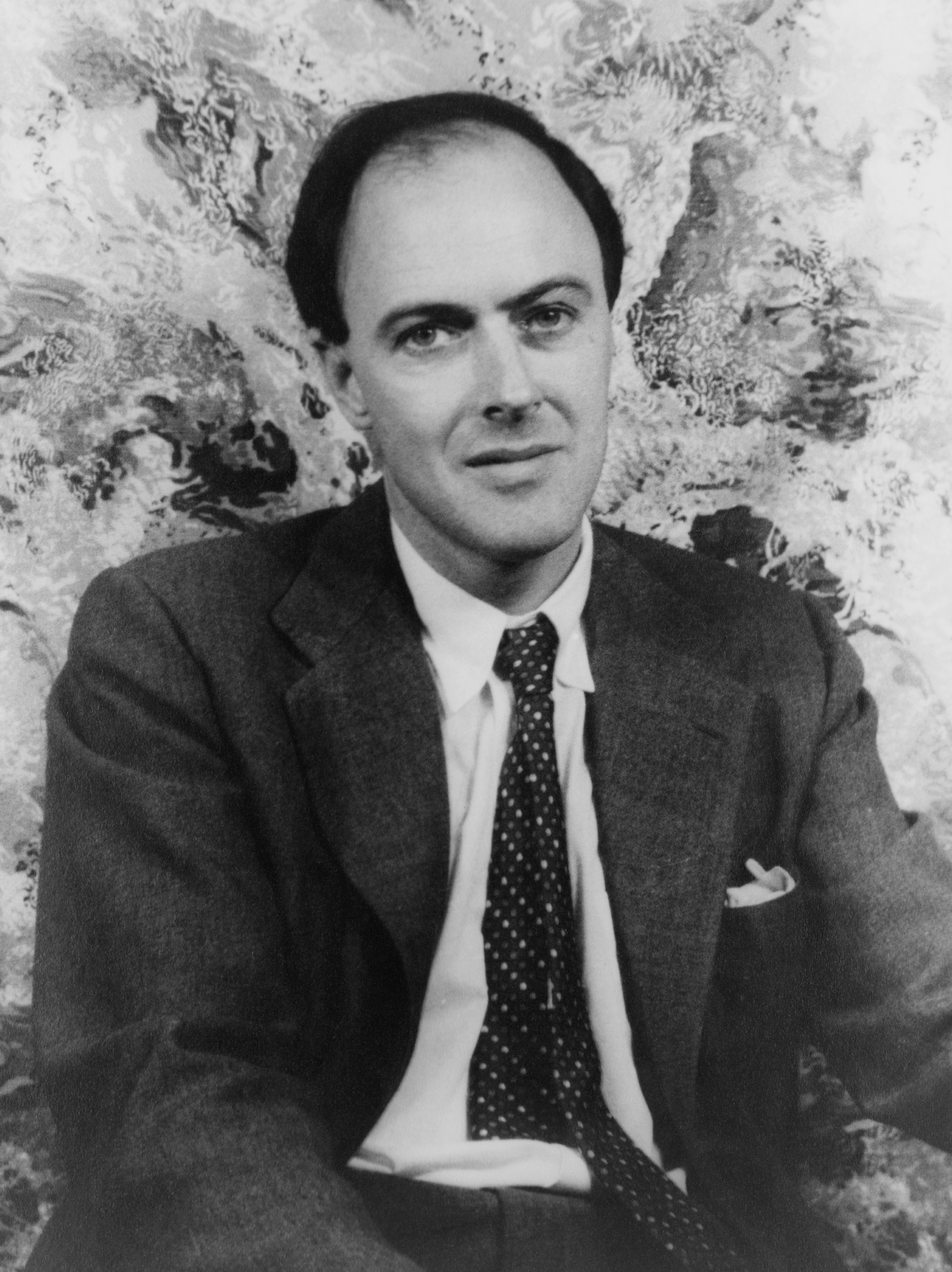
Roald Dahl († 1990)

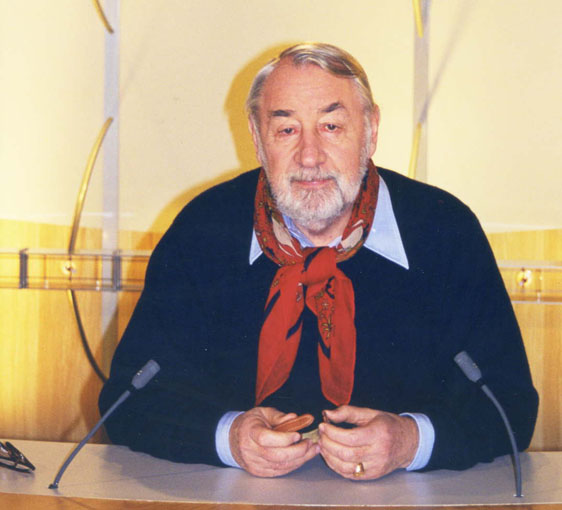
Philippe Noiret († 2006)

- 0955 – Edred, anglický král (* cca 923)
- 1273 – Markéta z Baru, lucemburská hraběnka a namurská markraběnka (* 1220)
- 1407 – Johann I. z Leuchtenberka, bavorský lankrabě (* 1330)
- 1470 – Gaston z Foix, kníže z Viany, následník navarrského trůnu (* 1444)
- 1572 – Agnolo Bronzino, italský malíř (* 17. listopadu 1503)
- 1682 – Claude Lorrain, francouzský malíř (* 1600)
- 1729 – Alexandr Danilovič Menšikov, ruský státník a vojevůdce (* 16. listopadu 1673)
- 1788 – Gabriel Antonín Španělský, syn krále Karla III. (* 12. května 1752)
- 1792 – Philip Thicknesse, anglický spisovatel (* 1719)
- 1814 – Elbridge Gerry, viceprezident USA (* 17. července 1744)
- 1826 – Johann Elert Bode, německý astronom (* 19. ledna 1747)
- 1833 – Jean-Baptiste Jourdan, francouzský generál (* 29. dubna 1762)
- 1840 – Louis-Gabriel de Bonald, francouzský filosof a politik (* 2. října 1754)
- 1858 – Edmund Lyons, britský admirál a diplomat (* 21. listopadu 1790)
- 1864 – Friedrich Georg Wilhelm von Struve, ruský astronom (* 15. dubna 1793)
- 1871 – Mariano Melgarejo, bolivijský generál a politik (* 13. dubna 1820)
- 1872 – John Bowring, britský politik, ekonom, polyglot a překladatel (* 17. října 1792)
- 1890 – Vilém III. Nizozemský, nizozemský král, lucemburský velkovévoda (* 19. února 1817)
- 1916
  - Charles Booth, anglický filantrop a sociolog (* 30. března 1840)
  - Eduard Nápravník, hudební skladatel a dirigent (* 24. srpna 1839)
- 1918 – Harald Kidde, dánský prozaik (* 14. srpna 1878)
- 1925 – Alexandr Stolypin, ruský novinář a básník (* 1863)
- 1927
  - Stanisław Przybyszewski, polský spisovatel (* 7. května 1868)
  - Michal Pro, jezuitský kněz (* 13. ledna 1891)
- 1928 – Martin Theodor Haase, superintendant rakouské evangelické církve (* 15. července 1847)
- 1938 – Erik Werenskiold, norský malíř a ilustrátor (* 11. února 1855)
- 1946 – Arthur Dove, americký malíř (* 2. srpna 1880)
- 1948 – Uzeir Hadžibekov, ázerbájdžánský hudební skladatel, vědec a pedagog (* 18. září 1886)
- 1950 – Ferdiš Juriga, československý politik slovenské národnosti (* 12. října 1874)
- 1951 – Karl Schinzel, český inženýr, chemik a vynálezce (* 20. prosince 1886)
- 1965 – Alžběta Gabriela Bavorská, belgická královna (* 25. července 1876)
- 1966
  - Seán Thomas O'Kelly, prezident Irska (* 25. srpna 1882)
  - Alvin Langdon Coburn, americký fotograf (* 11. června 1882)
- 1976 – André Malraux, francouzský archeolog, spisovatel a politik (* 3. listopadu 1901)
- 1987 – Daniel Okáli, slovenský literární kritik, publicista a politik (* 9. března 1903)
- 1989 – Martin Glaessner, australský geolog a paleontolog (* 25. prosinec 1906)
- 1990
  - Juraj Daniel-Szabó, slovenský fyzik (* 4. července 1919)
  - Roald Dahl, britský spisovatel (* 13. září 1916)
- 1991 – Klaus Kinski, německý herec a režisér (* 18. října 1926)
- 1992
  - Roy Acuff, americký country zpěvák (* 15. září 1903)
  - Manuel Pelegrina, argentinský fotbalista (* 29. listopadu 1919)
- 1995 – Louis Malle, francouzský režisér (* 30. října 1932)
- 2002 – Roberto Matta, chilský malíř (* 11. listopadu 1911)
- 2004 – Rafa'el Ejtan, izraelský generál, ministr zemědělství (* 11. ledna 1929)
- 2005 – Eduard Hegel, německý teolog a církevní historik (* 28. února 1911)
- 2006
  - Philippe Noiret, francouzský herec (* 1. října 1930)
  - Alexandr Litviněnko, bývalý agent KGB a FSB (* 4. prosince 1962)
  - Anita O'Day, americká jazzová zpěvačka (* 18. října 1919)
- 2008 – Robert Lucas, americký bluesový hudebník (* 25. července 1962)
- 2012
  - Larry Hagman, americký herec (* 21. září 1931)
  - Nelson Prudêncio, brazilský atlet, trojskokan (* 4. dubna 1944)
- 2013 – Ricky „Sugarfoot“ Wellman, americký bubeník (* 11. dubna 1956)
- 2014 – Marion Barry, americký politik (* 6. března 1936)
- 2015 – Douglass North, americký ekonom, nositel Nobelovy pamětní ceny za ekonomii (* 5. listopadu 1920)

## Svátky

### Česko
- Klement
- Klementýna
- Kolombína
- Alana
- socialistický kalendář: Klement Gottwald (* 1896)

Katolický kalendář
- Svatý Klement I.

### Svět
- Slovinsko: Den Rudolfa Maistra
- USA: Thanksgiving (je-li čtvrtek)
- Japonsko: Kinro-Kansha-no-hi (Svátek práce)

## Pranostiky

### Česko
- Svatý Kliment víc než kdo jiný si zimu oblíbí.
- Svatý Kliment zimu oblibuje, svatý Petr ji ucezuje.

| 23. listopad v pražském KlementinuÚdaje jsou platné k 11. 3. 2025. | 23. listopad v pražském KlementinuÚdaje jsou platné k 11. 3. 2025. | 23. listopad v pražském KlementinuÚdaje jsou platné k 11. 3. 2025. |
| minimum                                                            | denní průměr                                                       | maximum                                                            |
| ------------------------------------------------------------------ | ------------------------------------------------------------------ | ------------------------------------------------------------------ |
| −16,9 °C (1858)                                                    | 4,3 °C (od 1961)                                                   | 16,1 °C (1947)                                                     |